# ホオアカトキ
ホオアカトキ（頬赤鴇、Geronticus eremita） は、ペリカン目トキ科に分類される鳥類。

## 分布
モロッコ

### 絶滅した分布域
エリトリア、スイス、スーダン、ドイツ、トルコなど

## 形態
全長80センチメートル。翼長41センチメートル。後頸には短い羽毛が伸長する（冠羽）。全身の羽衣は金属光沢がある紫がかった緑色。
頭部には羽毛がなく、赤や橙、黒などの斑紋が入る。虹彩は橙赤色。嘴峰長13センチメートル。嘴の色彩は暗赤色。

## 生態
乾燥地の河川や海岸沿いの崖や岩場に生息する。群れを形成して生活することが多い。
食性は動物食で、昆虫、カエルなどを食べる。水辺や涸れた川底、牧草地などで採食を行う。
繁殖形態は卵生。数十ペアからなる小規模な集団繁殖地（コロニー）を形成する。断崖の岩棚に木の枝、枯草、根などを組み合わせた巣を作り、3-4月に2-4個の卵を産む。抱卵期間は24-28日である。雛は43-47日で巣立ちする。

## 人間との関係
開発による生息地の破壊、殺虫剤の使用などにより、生息数が減少したと考えられている。スイスやドイツで繁殖していた個体群は17世紀に絶滅した。トルコ南部では一時期保護により生息数が増加しエリトリアやスーダンで越冬する個体群が復活したものの、後に絶滅した。

英名の別名Waldrappは、「森のカラス」を意味するドイツ、オーストリアの古い方言である。18-19世紀初め頃までは、本種はカラスの一種として考えられていたこともあった。
1950年代にスイスのバーゼル動物園で繁殖に成功し、ここで生まれた個体が世界各地の動物園へ送られ飼育されている。現在、血統管理下での繁殖計画が進められている。

## 画像

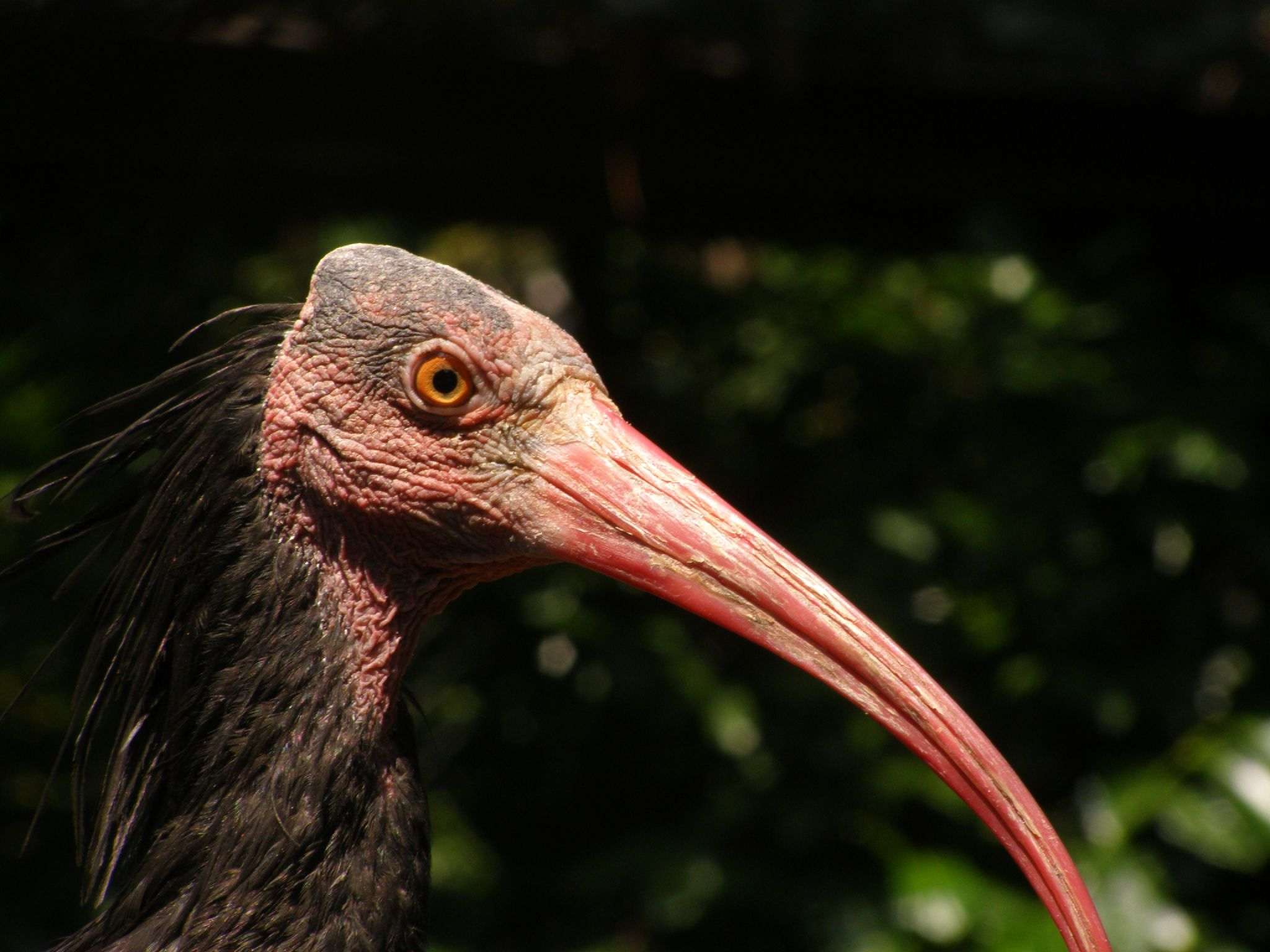
頭部
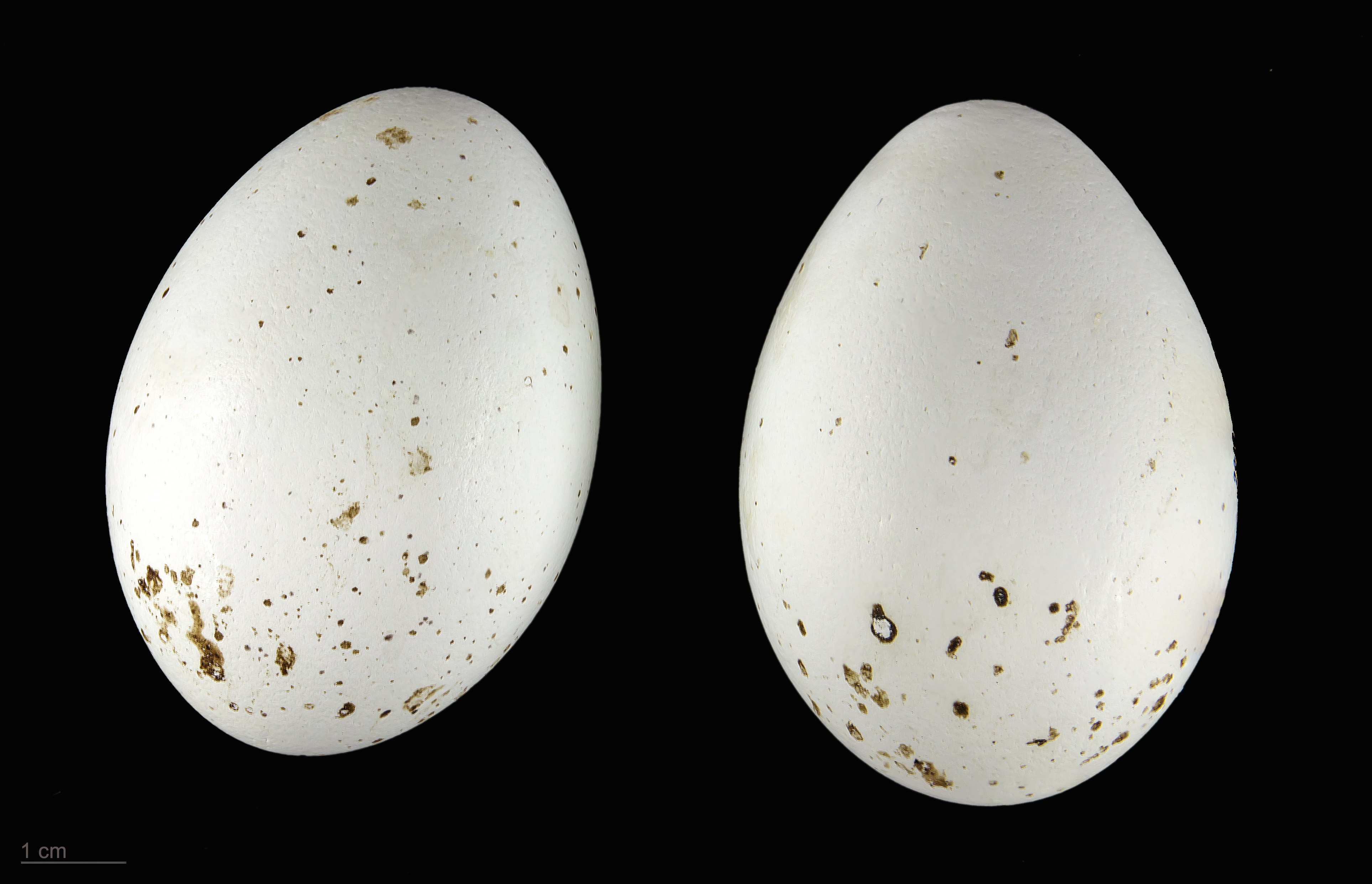
Museum specimen - Boghari, Algeria